# كأس شمال إفريقيا سيدات للأندية
كأس شمال إفريقيا سيدات للأندية هي منافسة سنوية لكرة القدم انطلقت عام 2007 ينظمها اتحاد شمال أفريقيا لكرة القدم. وتتنافس فيها أندية كل من تونس والجزائر وليبيا ومصر والمغرب.

## قائمة الفائزين
| عام البطولة | البطل                             | الوصيف                                        | النتيجة      | المكان          |
| ----------- | --------------------------------- | --------------------------------------------- | ------------ | --------------- |
| 2007        | نادي برشيد                        | الجمعية الرياضية للجزائر الوسطى               | n/a          | تونس العاصمة    |
| 2008        | الجمعية الرياضية للجزائر الوسطى   | المعهد العالي للرياضة والتربية البدنية بالكاف | n/a          | الجزائر العاصمة |
| 2009        | الجمعية الرياضية النسائية بالساحل | نادي وادي دجلة                                | n/a          | السويس          |
| 2010        | ألغيت الدورة                      | ألغيت الدورة                                  | ألغيت الدورة | ألغيت الدورة    |
| 2011        | ألغيت الدورة                      | ألغيت الدورة                                  | ألغيت الدورة | ألغيت الدورة    |
| 2012-2020   | دورة لم تنظم                      | دورة لم تنظم                                  | دورة لم تنظم | دورة لم تنظم    |
| 2021        | نادي الجيش الملكي                 | آفاق غليزان                                   | n/a          | بركان           |
| 2022        | نادي وادي دجلة                    | الجمعية الرياضية لبنك الإسكان                 | n/a          | أكادير          |
| 2023        | سبورتينغ الدار البيضاء            | آفاق غليزان                                   | n/a          | القاهرة         |

## ترتيب الفرق حسب اللقب
| الترتيب | الفريق                                        | البطل | الوصيف |
| ------- | --------------------------------------------- | ----- | ------ |
| 1       | نادي وادي دجلة                                | 1     | 1      |
| 1       | الجمعية الرياضية للجزائر الوسطى               | 1     | 1      |
| 3       | نادي برشيد النسوي                             | 1     | 0      |
| 3       | الجمعية الرياضية النسائية بالساحل             | 1     | 0      |
| 3       | نادي الجيش الملكي                             | 1     | 0      |
| 3       | سبورتينغ الدار البيضاء                        | 1     | 0      |
| 7       | آفاق غليزان                                   | 0     | 2      |
| 8       | المعهد العالي للرياضة والتربية البدنية بالكاف | 0     | 1      |
| 8       | الجمعية الرياضية لبنك الإسكان                 | 0     | 1      |

## ترتيب الدول حسب اللقب
| الترتيب | الدولة  | البطل | الوصيف | الثالث |
| ------- | ------- | ----- | ------ | ------ |
| 1       | المغرب  | 3     | 0      | 0      |
| 2       | الجزائر | 1     | 3      | 2      |
| 3       | تونس    | 1     | 2      | 1      |
| 4       | مصر     | 1     | 1      | 3      |